# Distoleon tripunctatus
Distoleon tripunctatus är en insektsart som först beskrevs av Navás 1914.  Distoleon tripunctatus ingår i släktet Distoleon och familjen myrlejonsländor. Inga underarter finns listade i Catalogue of Life.